# Uthman ibn Ali
ʿUthman ibn ʿAli (27 maggio 1763 – Tunisi, 20 dicembre 1814) è stato Bey di Tunisi durante l'autunno del 1814.
Proclamato Bey alla morte del fratellastro Hammuda ibn Ali, il 15 settembre 1814, regnò per soli tre mesi: venne infatti ucciso nel suo letto da suo cugino Mahmud, che era stato escluso dalla successione al trono dallo zio Ali II Bey e che riuscì in questo modo ad assicurarsi la salita al trono. I due figli di ʿUthmān Bey vennero decapitati nei giorni seguenti a La Goulette.
Alla sua morte, venne sepolto nel mausoleo definito Turbet el-Bey ("Tomba del Bey"), a Tunisi.